# Maxillaria anatomorum
Maxillaria anatomorum är en orkidéart som beskrevs av Heinrich Gustav Reichenbach. Maxillaria anatomorum ingår i släktet Maxillaria och familjen orkidéer. Inga underarter finns listade i Catalogue of Life.